# Sirik (shahrestan)
Sirik (persiska: شهرستان سيريک, Shahrestan-e Sirik) är en shahrestan, delprovins, i sydöstra Iran. Den ligger vid Hormuzsundet i provinsen Hormozgan. Antalet invånare var 45 723 vid folkräkningen 2016. Administrativ huvudort är staden Sirik.